# Train (gruppo musicale)
I Train sono un gruppo musicale rock statunitense fondato a San Francisco e vincitore di tre Grammy Award.
Tre dei loro album hanno raggiunto le prime 10 posizioni del Billboard 200 ed hanno venduto oltre quattro milioni di copie negli USA. Tre dei loro brani sono stati presenti nella top 10 della Billboard Hot 100, compresa la loro canzone di maggior successo Drive By. Attualmente il gruppo è composto da Pat Monahan (voce), Jerry Becker (tastiere e chitarra), Hector Maldonado (basso e percussioni), Matt Musty (batteria e percussioni) e Taylor Locke (chitarra).

## Storia del gruppo

### Esordi
Dopo lo scioglimento della sua cover band dei Led Zeppelin, il cantante Pat Monahan, alla fine del 1993, lasciò la sua città natale di Erie, in Pennsylvania e si stabilì in California, dove incontrò Rob Hotchkiss, che si esibiva in caffè e club locali. I due cantavano entrambi, in più Hotchkiss suonava la chitarra e l'armonica, mentre Monahan le percussioni, tra cui un conga modificato attaccato a un tamburo con un pedale. Hotchkiss era stato il cantante degli Apostles di Los Angeles. Dopo aver deciso di formare una band completa, il duo reclutò Jimmy Stafford, ex chitarrista degli Apostles, alla chitarra, Charlie Colin al basso e Scott Underwood alla batteria, consolidando così, nel 1994, la formazione dei Train. Nel 1996 i Train tentarono di ottenere un contratto sotto la Columbia Records, ma furono respinti. Successivamente, la band decise di pubblicare il suo primo album, omonimo, indipendentemente. Dal 1997, i Train iniziarono una tournée a livello nazionale, aprendo i concerti per band più famose come i Barenaked Ladies, gli Hootie & the Blowfish, i Cracker e i Counting Crows.

### Train(1998)
La band si auto-finanziò il primo album, Train, la cui produzione costò 25000$. Esso fu pubblicato il 24 febbraio 1998, con una lista delle tracce diversa rispetto a quella proposta dopo la sua registrazione nel 1996, la quale era stata rifiutata. Dopo aver ascoltato il primo album del gruppo, la Columbia Records decise di concedergli un contratto sotto la Aware Records.
Da questo album furono pubblicati tre singoli. Il primo singolo, Free, ottenne subito numerosi passaggi nelle "rock radio" più importanti, fino a diventare un successo, ma non riuscì a sfondare in altre radio.
Successivamente la band pubblicò nel 1999 come secondo singolo la canzone Meet Virginia, che divenne subito una hit nelle principali radio ed entrò nelle Top 20 delle principali classifiche, tra cui la Billboard Hot 100, raggiungendone la posizione numero 20.
Il terzo e ultimo singolo estratto dall'album ad essere pubblicato, nel 2000, fu I Am, il quale però, nonostante fosse riuscito a raggiungere la posizione numero 35 nella Adult Top 40, al contrario del singolo precedente, che ebbe molto successo, non riuscì nemmeno ad entrare nella Billboard Hot 100.
Il successo di Meet Virginia spinse il loro album a tal punto da fargli raggiungere la posizione numero 76 nella Billboard 200 e a far sì che venisse certificato come disco di platino dalla RIAA. L'album portò quindi la band ad ottenere un discreto successo, e a iniziare a lavorare al suo secondo album, Drops of Jupiter.

### Drops of Jupiter(2001)
Prima dell'uscita del suo secondo album, la band realizzò il singolo Drops of Jupiter (Tell Me). Il brano fece il suo ingresso nelle Top 100 il 10 marzo 2001 per poi rimanerci per oltre un anno (54 settimane). Raggiunse la posizione numero 5 nella Billboard Hot 100. Il brano vinse un Grammy Award come miglior brano rock ed uno come miglior arrangiamento strumentale, il quale fu scritto da Paul Buckmaster, noto per i suoi arrangiamenti per Elton John (la band ha riferito di aver assunto Buckmaster espressamente per creare un suono simile al suo arrangiamento per "Burn Down the Mission" di Elton John).
L'album, intitolato Drops of Jupiter, uscì il 27 marzo 2001 e divenne ben presto il primo disco dei Train ad ottenere vari dischi di platino, grazie anche alla spinta del precedente singolo. Venne prodotto da Brendan O'Brien, in passato produttore di artisti come Pearl Jam, King's X, Bob Dylan, Korn, Bruce Springsteen & The E-Street Band e Neil Young. Questo fu dunque il primo album della band ad entrare nelle Top 10 degli USA, raggiungendo inoltre il sesto posto nella Billboard 200. Anche in Inghilterra entrò nella Top 10 raggiungendo l'ottavo posto.
Dall'album furono estratti altri due singoli, che però non ottennero lo stesso successo del precedente. Il secondo singolo ad essere estratto dall'album fu Something More, il quale però non riuscì ad entrare nella Billboard Hot 100, raggiungendo solo la posizione numero 15 nella Bubbling Under Hot 100.
Il terzo e ultimo singolo dell'album fu She's on Fire, il quale ebbe un discreto successo e fu presentato nella commedia del 2001 Animal.
Durante il tour di Drops of Jupiter, la band pubblicò un DVD live di un concerto tutto-esaurito nella sua città natale San Francisco nel The Warfield. Il DVD fu intitolato Midnight Moon e presentava successi dei Train tratti dai loro primi due album. Il concerto fu registrato il 26 maggio 2001.
Nel 2002 fu chiesto ai Train di realizzare una cover della canzone degli Aerosmith Dream On che venne trasmessa da MTV durante il programma Icon interamente dedicato agli Aerosmith. Da allora i Train, dopo averne realizzato anche una versione studio, ripropongono il brano in molti loro concerti. L'anno successivo, Rob Hotchkiss lasciò la band per divergenze creative. Secondo le interviste alla band, Hotchkiss si offese per essere stato escluso come cantautore e decise di andarsene. Hotchkiss iniziò a perseguire una carriera da solista, dopo aver contribuito a sei delle undici canzoni presenti nell'allora prossimo album My Private Nation. Il suo album da solista, Midnight Ghost, fu pubblicato nel 2004.
Il 1º maggio 2012, Drops of Jupiter (Tell Me) fu pubblicato come DLC per il videogame Rock Band 3.

### My Private Nation(2003)
Il terzo album della band, My Private Nation, venne realizzato nel giugno 2003 con il brano
Calling All Angels a fare da singolo principale. E infatti divenne il terzo brano dei Train ad entrare nella Top 20, essendo anche uno dei maggiori successi nella Billboard Hot Adult Contemporary Tracks. Il singolo è stato certificato come disco d'oro dalla RIAA. La canzone fu un inno non ufficiale della squadra di baseball dei Los Angeles Angels of Anaheim; fu eseguita all'Angels Stadium prima di ogni partita durante la stagione 2010, mentre lo schermo dello stadio mostrava un montaggio della storia della squadra (in aggiunta, la band ha eseguito la canzone dal vivo e di persona prima dell'Home Run Derby degli All-Star Game del 2010, che si tenne all'Angels Stadium). La canzone fu anche presentata nella prima stagione dello show di successo della Warner Bros., One Tree Hill.
Il secondo singolo dell'album fu When I Look to the Sky, che entrò nella Top 100. La canzone fu anche usata per il trailer del film del 2004 Jersey Girl.
Intanto, nell'ottobre 2003 il bassista Charlie Colin fu costretto a lasciare la band per abuso di sostanze stupefacenti. Secondo il cantante Pat Monahan, Colin era "un disastro". Dopo una presentazione live in Oregon, il cantante convocò una riunione di emergenza, nella quale affermò, rivolgendosi alla band: "Potete avere il vostro bassista, o potete avere il vostro cantante".
Sempre nel 2004, il loro singolo inedito Ordinary, tratto dall'album live Alive at Last, venne incluso nella colonna sonora del film Spider-Man 2, mentre il video entrò in rotazione su MTV, anche se la canzone si posiziona solo la Adult Top 40. Il brano verrà poi nuovamente utilizzato nel 2007 per la serie Heroes della NBC.
Nel luglio del 2005, dopo che il brano venne utilizzato dalla Cingular per la propria campagna pubblicitaria, la band produsse l'ultimo singolo dell'album My Private Nation, Get to Me. Il singolo raggiunse la nona posizione della Adult Top 40. Paul Buckmaster ritornò nell'album My Private Nation con degli arrangiamenti per le tracce Lincoln Avenue e Your Every Color. L'album intanto fu certificato come disco di platino dalla RIAA.
Intanto, nel 2004, il gruppo realizzò il proprio primo album live, Alive at Last, da cui poi venne estratto il singolo Ordinary. L'album vinse in seguito un Radio Music Award come miglior artista.

### For Me, It's You(2006)
I Train iniziarono le registrazioni del loro quarto album, For Me, It's You, ad Atlanta nell'estate del 2005. Registrarono il primo singolo Cab il 14 novembre 2005 e terminarono l'album il 31 gennaio 2006. La canzone raggiunse la nona posizione nella Adult Top 40 e l'album raggiunse la decima posizione nella Billboard 200. Tuttavia sia l'album sia il singolo furono una delusione sul piano delle vendite, e For Me, It's You rimane tuttora l'unico album a non essere stato certificato come disco d'oro dalla RIAA. Quest'album fu l'unico a essere registrato col contributo di Johnny Colt e Brandon Bush, rispettivamente al basso e alle tastiere.
Intanto, sempre nello stesso anno, furono pubblicati altri due singoli, Give Myself to You e Am I Reaching You Now.

### Pausa (2006-2009)
A partire da novembre 2006, la band prese una pausa di tre anni dalle registrazioni e dai tour per stare con amici e familiari. Il cantante e compositore della band Pat Monahan pubblicò un album da solista, Last of Seven, il 18 settembre 2007, a cui seguì, nel 2008, una versione live dell'album, dal titolo Last of Seven Acoustic. L'album raggiunse la posizione numero 82 nella Billboard 200. I due singoli di successo dell'album, Her Eyes e Two Ways to Say Goodbye raggiunsero rispettivamente la posizione numero 9 e la numero 21 nella Adult Top 40. Her Eyes raggiunse anche la posizione numero 10 nella Bubbling Under Hot 100. Pat Monahan scrisse anche The Truth per il vincitore di American Idol Kris Allen. The Truth raggiunse la posizione numero 17 nella Adult Top 40. Comunque, in un'intervista a Billboard.com, Pat Monahan annunciò che già durante il tour di For Me, It's You i Train erano pronti a riunirsi per realizzare il loro quinto album, che sarebbe poi stato intitolato Save Me, San Francisco.

### Save Me, San Francisco(2009)
L'11 agosto 2009, sempre per l'etichetta discografica CBS, fu pubblicato il quinto album del gruppo, intitolato Save Me, San Francisco, prodotto dallo svedese Martin Terefe (James Morrison, KT Tunstall, Jamie Cullum).
La promozione del disco avvenne attraverso la pubblicazione il 27 ottobre 2009, come primo singolo, del brano Hey, Soul Sister, che riscosse un notevole successo sia negli Stati Uniti che in Europa. Il singolo divenne il secondo dei Train a raggiungere la top 10 della Billboard Hot 100 nella sua sedicesima settimana in classifica, dopo un'impennata dalla posizione numero 23 alla numero 7 durante la settimana del 30 gennaio 2010, soprattutto grazie a un incremento dell'81% degli sconti digitali rispetto alla settimana precedente. Come il loro precedente successo Get to Me, questa canzone guadagnò ulteriore popolarità quando fu usata per promuovere la televisione 3D della Samsung durante gli Oscar. È ad oggi il singolo della band che ha raggiunto la posizione più alta nella Billboard Hot 100, la canzone più riprodotta nella storia della radio australiana, la canzone più scaricata da iTunes nel 2010, il singolo che ha venduto di più nella storia della CBS Records, ed è stata certificata come quintuplo disco di platino dalla RIAA. L'album in sé ha raggiunto la posizione numero 17 nella Billboard 200.
Il secondo singolo tratto dall'album, If It's Love, raggiunse la posizione numero 34, divenendo tra i singoli tratti per secondi da qualsiasi loro album, quello più di successo, e fu anche certificato disco d'oro dalla RIAA. Pat Monahan rivelò in un'intervista a Billboard.com:
I Train pubblicarono il loro terzo singolo dall'album, Marry Me, il 25 ottobre 2010. Il brano debuttò nella Billboard Hot 100 alla posizione numero 95, facendo così in modo che per la prima volta i Train avessero tre singoli consecutivi in questa classifica. La canzone raggiunse come posizione più alta nella Billboard Hot 100 la numero 34. Marry Me fu presentato su One Tree Hill il 1º febbraio 2011. Fu inoltre certificato come disco d'oro dalla RIAA.
I Train pubblicarono come quarto singolo una canzone natalizia intitolata Shake Up Christmas. Fu presentata nel 2010 come canzone di sottofondo delle pubblicità della Coca Cola. Il singolo raggiunse la posizione numero 12 nella Billboard Hot Adult Contemporary Tracks. Raggiunse inoltre la posizione numero 99 nella Billboard Hot 100.
Il quinto singolo tratto dall'album fu Save Me, San Francisco, il quale raggiunse la posizione numero 75 nella Billboard Hot 100, la 22 nella Adult Contemporary e la 7 nella Adult Top 40. I Train eseguirono la canzone insieme a Shakira il 12 marzo a Bogotà, come parte della data in Sudamerica del The Sun Comes Out World Tour di Shakira..
Il 1º aprile 2012, Pat Monahan eseguì una cover di Martina McBride di Marry Me con Martina McBride agli ACM Awards.

### California 37(2012)
Il loro sesto album, California 37, uscì il 17 aprile 2012. Il giorno seguente l'album raggiunse la prima posizione su iTunes. L'album era stato preceduto dal singolo Drive By, pubblicato il 10 gennaio 2012. Il singolo raggiunse, dopo 35 settimane in classifica, la posizione numero 10 nella Billboard Hot 100, divenendo così il quinto singolo della band a entrare nella Top 20 e il terzo nella Top 10.
Il 27 marzo 2012, i Train eseguirono il loro singolo Drive By e altre tre canzoni, compresa una cover di Van Halen, al The Howard Stern Show. La band eseguì la canzone anche da David Letterman il 26 marzo 2012.
Il 22 maggio 2012 la band eseguì delle canzoni in versione acustica all'Opie and Anthony show su Sirius XM. Il 10 giugno 2012 i Train eseguirono Drive By al Dancing with the Stars australiano.
L'11 giugno 2012 venne pubblicato il secondo singolo tratto dall'album, 50 Ways to Say Goodbye. Il 3 ottobre 2012, dopo 16 settimane in classifica, il singolo raggiunse la posizione numero 20 nella Billboard Hot 100, divenendo così la sesta canzone della band a entrare nella Top 20. Il 28 luglio 2012 i Train annunciarono sul loro sito ufficiale che il 20 agosto sarebbero ritornati da David Letterman per cantare il loro allora ultimo singolo 50 Ways to Say Goodbye.
Il 9 novembre 2012 venne pubblicato come terzo singolo estratto dall'album il brano Bruises, registrato insieme alla cantante country Ashley Monroe. Lo stesso giorno venne presentato, solo negli USA, e sul canale CMT, il video musicale, che pochi giorni dopo, il 12 novembre 2012, fu caricato anche su YouTube. Il singolo raggiunse la posizione numero 79 nella Billboard Hot 100.
Nel frattempo i Train pubblicarono, il 7 dicembre 2012 una cover della canzone natalizia Joy to the World per l'album "A Very Special Christmas - 25 Years Bringing Joy to the World" e lo stesso giorno caricarono il relativo video su YouTube.
Il 27 dicembre 2012 il brano Mermaid venne pubblicato come quarto singolo estratto dall'album. Il singolo non entrò nella Billboard Hot 100, ma raggiunse la posizione numero 5 nella Bubbling Under Hot 100.

### Bulletproof Picasso(2014)
A fine 2013 i Train dichiarano di stare lavorando a un nuovo album. A maggio 2014 la band annuncia che il primo singolo estratto sarà Angel in Blue Jeans.
Il 6 giugno 2014 il batterista Scott Underwood pubblica un messaggio sul sito ufficiale della band ringraziando i fan per il loro supporto in quanto lascia la band per perseguire una carriera nella scrittura, nella produzione e in altre attività legate alla musica. I Train annunciano successivamente che il nuovo batterista è Drew Shoals. Inoltre, Jerry Becker, Hector Maldonado, Sakai Smith e Nikita Houston, dal 2008 collaboratori regolari e membri nei tour, entrano a far parte della band.
Il 9 giugno 2014 i Train pubblicano Angel in Blue Jeans, come primo singolo estratto dall'album Bulletproof Picasso.
Il 29 luglio 2014 la band pubblica come primo singolo promozionale la traccia omonima dell'album, Bulletproof Picasso.
Il 19 agosto 2014 viene pubblicata come secondo singolo promozionale la prima traccia dell'album, Cadillac, Cadillac.
Il 25 agosto 2014 viene pubblicata come terzo singolo promozionale la traccia Wonder What You're Doing for the Rest of Your Life.
Il 2 settembre 2014 Give It All viene pubblicato come quarto singolo promozionale.
Il 29 settembre Cadillac, Cadillac viene pubblicato come secondo singolo dell'album.

### Christmas in Tahoe(2015)
Il 14 maggio 2015, la band annuncia di star lavorando a un album natalizio. L'album, intitolato "Christmas in Tahoe", viene pubblicato il 13 novembre 2015, esclusivamente su Amazon ed è il loro ottavo album in studio complessivo.  L'album contiene 15 canzoni, 12 delle quali sono cover di altre canzoni natalizie e tre di esse sono canzoni originali. Ha raggiunto il numero 151 nella Billboard Hot 100 degli Stati Uniti e il numero 10 nella Top Holiday Albums degli Stati Uniti ( Billboard ) .  Il 5 dicembre 2016, poco più di un anno dopo l'uscita dell'album, la cover dei Train di "This Christmas" si è classificata al numero uno di Billboard's Grafico contemporaneo per adulti.

### Does Led Zeppelin II(2016)
Nel giugno 2016, i Train hanno pubblicato il loro primo album di cover e il nono album in studio, intitolato Train Does Led Zeppelin II . L'album era una replica canzone per canzone del classico album dei Led Zeppelin del 1969 . L'annuncio sul sito web della band affermava: "Stiamo rendendo omaggio a una delle nostre più grandi ispirazioni musicali con l'uscita di Train Does Led Zeppelin II . Tutti i proventi della band da questa uscita sosterranno Family House". La band ha anche lanciato un breve tour nei club quello stesso mese per supportare l'album. I concerti includevano New York, Los Angeles, Seattle e la data finale a San Francisco.  I set consistevano interamente di cover dei Led Zeppelin e non contenevano materiale regolare della band. Sono anche apparsi su Jimmy Kimmel Liveil 10 giugno e ha suonato "Heartbreaker" e " Living Loving Maid (She's Just A Woman) ". L'album ha raggiunto la posizione numero 71 nella Billboard 200 degli Stati Uniti.

### A Girl, a Bottle, a Boat(2016-2018)
A partire dalle esibizioni dal vivo in tour nell'agosto 2016, i Train hanno eseguito una nuova canzone, intitolata "Play That Song". È stato ufficialmente rilasciato il 29 settembre 2016, come singolo principale del loro decimo album in studio, A Girl, a Bottle, a Boat, che è stato pubblicato quattro mesi dopo, il 27 gennaio 2017.  "Play That Song" utilizza la melodia dalla canzone del 1938 " Heart and Soul ".
L'8 ottobre 2016, il chitarrista principale Jimmy Stafford ha pubblicato su Twitter di aver lasciato la band.  Sebbene abbia eseguito "Play That Song" e altre nuove canzoni dall'album prima della sua uscita, non ha suonato nel nuovo album. Stafford ha citato su Twitter che "Siamo entrambi in un grande spazio. Pat sta facendo i dischi che vuole fare e io sono ancora in giro". Ha partecipato all'annuale crociera in treno "Sail Across the Sun" nel febbraio 2017.
Il 1 ° dicembre 2016, l'album è stato reso disponibile per il preordine ed è stato rivelato l'elenco dei brani. Lo stesso giorno, la canzone "Working Girl" è stata pubblicata come primo singolo promozionale dall'album.  Il secondo singolo promozionale, intitolato "Lottery", è stato rilasciato il 16 dicembre 2016.  Poco meno di un mese dopo, il terzo singolo promozionale dall'album, intitolato "The News", è stato rilasciato il 13 gennaio, 2017.  Il 19 gennaio 2017, insieme al rilascio del quarto singolo promozionale dall'album intitolato "Drink Up", i Train hanno annunciato il tour ufficiale per l'album intitolato " Play That Song Tour ". Il tour si è svolto dal 12 maggio 2017 al 15 luglio 2017 negli Stati Uniti e comprendeva due atti di apertura:e Natasha Bedingfield .  Il tour è continuato brevemente all'estero dal 12 ottobre 2017 al 25 ottobre 2017. Jimmy Stafford ha pubblicato su Twitter che non si sarebbe unito alla band per il Play That Song Tour. Ha pubblicato che la sua assenza non era la sua chiamata e che gli sarebbe piaciuto far parte del tour.  [ è necessaria una fonte non primaria ]
Il 22 gennaio 2018, i Train hanno annunciato un tour estivo 2018 con Daryl Hall e John Oates . Si è svolto dal 1º maggio 2018 all'11 agosto 2018.  Per celebrare il tour, gli artisti hanno collaborato a un nuovo singolo intitolato "Philly Forget Me Not", che è stato rilasciato il 29 marzo 2018. Un paio di mesi dopo, il 24 maggio 2018, i Train hanno pubblicato un altro nuovo singolo con gli artisti Cam e Travie McCoy intitolato " Call Me Sir ".

### Greatest Hits(2018-2021)
Il 12 ottobre 2018, Train ha annunciato un album dei più grandi successi intitolato semplicemente Greatest Hits . L'album è stato pubblicato il 9 novembre 2018 e conteneva 16 delle canzoni della band. L'album conteneva anche una canzone bonus, una cover della canzone di successo di George Michael " Careless Whisper ".
Alla fine del 2018, il batterista Drew Shoals ha lasciato la band per riprendere la sua carriera legale.  Nel giugno 2019, Matt Musty si è unito ai Train per le loro apparizioni primaverili ed estive.
Il 15 novembre 2019, la band ha pubblicato un nuovo singolo intitolato "Mai Tais", con l'artista Skylar Gray .
Il 22 maggio 2020, la band ha pubblicato un nuovo singolo intitolato "Rescue Dog". Una parte del ricavato andrà alla North Shore Animal League America.
Nel maggio 2021, Luis Maldonado è partito per unirsi a Foreigner dopo il ritiro di Thom Gimbel . A sostituirlo alla chitarra solista c'è Taylor Locke, che ha suonato per la prima volta con loro durante il tour dell'estate 2021.

### AM Gold(2022-presente)
Il 16 febbraio 2022, la band ha pubblicato un singolo intitolato "AM Gold" e ha annunciato che un album con lo stesso nome sarebbe stato pubblicato il 20 maggio 2022, segnando il loro primo nuovo album in studio in oltre cinque anni. È previsto anche un tour nordamericano per l'album per tutta l'estate del 2022.  Un remix, con Melanie C , è stato rilasciato il 22 aprile 2022.
Il 14 aprile 2022 è stato pubblicato il primo singolo promozionale dall'album, intitolato "Running Back (Trying to Talk to You)".
Il 6 maggio 2022 è stato pubblicato il secondo singolo promozionale, intitolato "Turn the Radio Up" con Jewel.
Il 18 maggio 2022 è stato pubblicato il terzo e ultimo singolo promozionale, intitolato "Cleopatra" con Sofía Reyes.
Il 20 maggio 2022, i Train hanno ufficialmente pubblicato il loro nono album in studio AM Gold .
Il 23 giugno 2023 è stato pubblicato il singolo "I Know" con Tenille Townes e Bryce Vine.
Il 24 aprile 2024, la band ha pubblicato un nuovo singolo, intitolato "Long Yellow Dress".

## Formazione

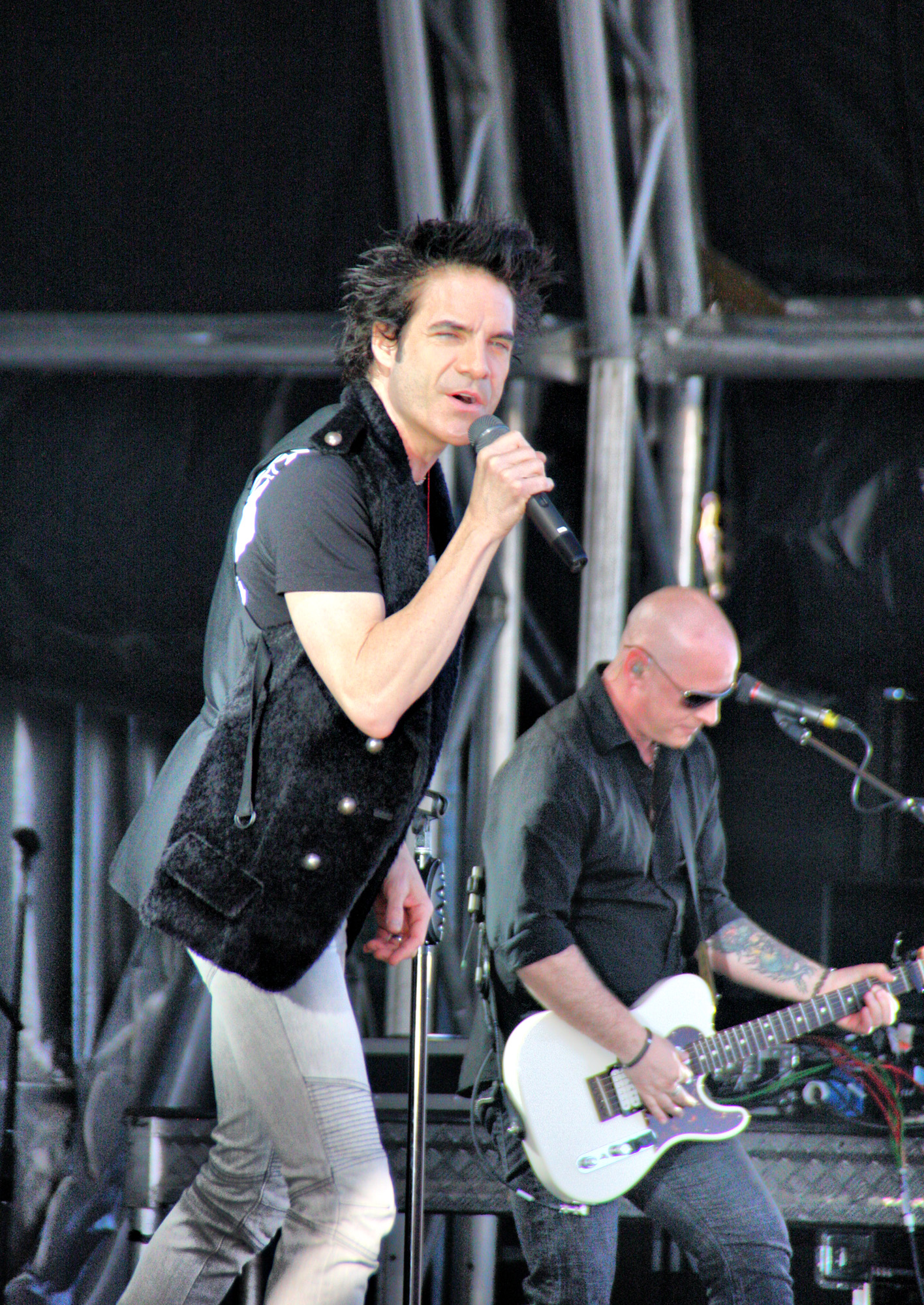
Pat Monahan (a sinistra) e Jimmy Stafford (a destra) durante un concerto del gennaio 2011

### Formazione attuale
- Pat Monahan - voce, tromba, sassofono, vibrafono, percussioni (1994-presente), batteria (1994)
- Jerry Becker - tastiere, chitarra ritmica, cori (2008-presente)
- Hector Maldonado - basso, chitarra, percussioni, cori (2009-presente)
- Matt Musty - batteria, percussioni (2019-presente)
- Taylor Locke - chitarra solista, cori (2021-presente)

### Membri del passato
- Rob Hotchkiss - chitarra, cori, basso (1994-2003)
- Jimmy Stafford - chitarra solista, mandolino, ukulele, cori (1994-2016)
- Mike Spears - chitarra solista (1994-1995)
- Charlie Colin - basso (1994-2003[17])
- Scott Underwood - batteria, percussioni, tastiere, pianoforte, programmazione (1994-2014)
- Brandon Bush - tastiere (2003-2006)
- Johnny Colt - basso (2003-2006)
- Drew Shoals - batteria, percussioni (2014–2019)
- Luis Maldonado - chitarra solista (2016-2021)
- Nikita Houston - cori (2012-2024)
- Sakai Smith - cori (2012-2024)

### Collaboratori nei tour
- Kevin Costello - tastiere, basso (1998-2003)
- Tony Lopacinski – chitarra (2004-2005)
- Ana Lenchantin – violoncello, percussioni, cori (2011)
- Brian Switzer - tromba (2012-2014)

### Storyline dei componenti e dei collaboratori regolari

#### Storyline delle registrazioni
| Ruolo            | Album           | Album                   | Album                    | Album                   | Album                         | Album                        | Album                        |
| Ruolo            | Train (1998)    | Drops of Jupiter (2001) | My Private Nation (2003) | For Me, It's You (2006) | Save Me, San Francisco (2009) | California 37 (2012)         | Bulletproof Picasso (2014)   |
| ---------------- | --------------- | ----------------------- | ------------------------ | ----------------------- | ----------------------------- | ---------------------------- | ---------------------------- |
| Voce             | Pat Monahan     | Pat Monahan             | Pat Monahan              | Pat Monahan             | Pat Monahan                   | Pat Monahan                  | Pat Monahan                  |
| Chitarra solista | Jimmy Stafford  | Jimmy Stafford          | Jimmy Stafford           | Jimmy Stafford          | Jimmy Stafford                | Jimmy Stafford               | Jimmy Stafford               |
| Chitarra ritmica | Rob Hotchkiss   | Rob Hotchkiss           | Rob Hotchkiss            | Jimmy Stafford          | Jimmy Stafford                | Jimmy Stafford               | Jimmy Stafford               |
| Basso            | Charlie Colin   | Charlie Colin           | Charlie Colin            | Johnny Colt             | Hector Maldonado              | Hector Maldonado             | Hector Maldonado             |
| Batteria         | Scott Underwood | Scott Underwood         | Scott Underwood          | Scott Underwood         | Scott Underwood               | Scott Underwood              | Drew Shoals                  |
| Tastiere         | Scott Underwood | Scott Underwood         | Scott Underwood          | Brandon Bush            | Jerry Becker                  | Jerry Becker                 | Jerry Becker                 |
| Cori             | N/A             | N/A                     | N/A                      | N/A                     | Sakai Smith e Nikita Houston  | Sakai Smith e Nikita Houston | Sakai Smith e Nikita Houston |

## Discografia

### Album in studio
- 1998 - Train
- 2001 - Drops of Jupiter
- 2003 - My Private Nation
- 2006 - For Me, It's You
- 2009 - Save Me, San Francisco
- 2012 - California 37
- 2014 - Bulletproof Picasso
- 2015 - Christmas in Tahoe
- 2016 - Train Does Led Zeppelin II
- 2017 - A Girl, a Bottle, a Boat
- 2022 - AM Gold

### Album dal vivo
- 2004 - Alive at Last
- 2010 - iTunes Session

### EP
- 1998 - Live from Fantasy Studios
- 1999 - One and a Half
- 2003 - Live in Atlanta
- 2005 - Get to Me

### Singoli
- 1998 - Free
- 1999 - Meet Virginia
- 2000 - I Am
- 2001 - Ramble On
- 2001 - Drops of Jupiter (Tell Me)
- 2001 - Something More
- 2002 - She's on Fire
- 2003 - Calling All Angels
- 2004 - When I Look to the Sky
- 2004 - Ordinary
- 2005 - Get to Me
- 2005 - Cab
- 2006 - Give Myself to You
- 2006 - Am I Reaching You Now
- 2009 - Hey, Soul Sister
- 2010 - If It's Love
- 2010 - Marry Me
- 2010 - Shake Up Christmas
- 2011 - Save Me, San Francisco
- 2011 - Brand New Book
- 2012 - Drive By
- 2012 - 50 Ways to Say Goodbye
- 2012 - Bruises (feat. Ashley Monroe)
- 2012 - This'll Be My Year
- 2012 - Mermaid
- 2013 - Imagine
- 2014 - Angel in Blue Jeans
- 2014 - Cadillac, Cadillac
- 2015 - Bulletproof Picasso
- 2015 - Give It All
- 2016 - Play That Song
- 2017 - Drink Up
- 2017 - Lottery
- 2018 - Call Me Sir (feat. Cam e Travie McCoy)
- 2019 - Mai Tais (feat. Skylar Grey)
- 2020 - Rescue Dog
- 2021 - Mittens
- 2022 - AM Gold
- 2022 - Cleopatra (feat. Sofia Reyes)
- 2023 - I Know
- 2024 - Long Yellow Dress

## Premi e nomination

### Grammy Awards
I Grammy Awards vengono assegnati annualmente dalla National Academy of Recording Arts and Sciences. I Train hanno ricevuto 3 premi dalle loro 8 nomination.
| Anno | Lavoro in Nomination       | Premio                                                           | Risultato       |
| ---- | -------------------------- | ---------------------------------------------------------------- | --------------- |
| 2002 | Drops of Jupiter (Tell Me) | Registrazione dell'anno                                          | Candidato/a     |
| 2002 | Drops of Jupiter (Tell Me) | Canzone dell'anno                                                | Candidato/a     |
| 2002 | Drops of Jupiter (Tell Me) | Miglior performance rock di un duo o un gruppo                   | Candidato/a     |
| 2002 | Drops of Jupiter (Tell Me) | Miglior canzone rock                                             | Vincitore/trice |
| 2002 | Drops of Jupiter (Tell Me) | Miglior arrangiamento strumentale di cantante/i accompagnatore/i | Vincitore/trice |
| 2004 | Calling All Angels         | Miglior performance rock di un duo o un gruppo                   | Candidato/a     |
| 2004 | Calling All Angels         | Miglior canzone rock                                             | Candidato/a     |
| 2011 | Hey, Soul Sister (Live)    | Miglior performance rock di un duo o un gruppo                   | Vincitore/trice |

### American Music Awards
Gli American Music Award sono determinati da un sondaggio di acquirenti di musica. I Train hanno ricevuto 3 nomination.
| Anno | Lavoro in Nomination | Premio                                 | Risultato   |
| ---- | -------------------- | -------------------------------------- | ----------- |
| 2010 | Train                | Migliore band, duo o gruppo (Pop/Rock) | Candidato/a |
| 2010 | Train                | Miglior artista (Adulto)               | Candidato/a |
| 2012 | Train                | Miglior artista (Adulto)               | Candidato/a |

### Billboard Music Awards
I Billboard Music Award sono sponsorizzati dalla rivista Billboard. Il premio viene consegnato annualmente a dicembre, dal 1990. I Train hanno ricevuto 2 premi.
| Anno | Lavoro in Nomination | Premio               | Risultato       |
| ---- | -------------------- | -------------------- | --------------- |
| 2011 | Train                | Miglior artista rock | Vincitore/trice |
| 2011 | Hey, Soul Sister     | Miglior canzone rock | Vincitore/trice |

### ASCAP Pop Music Awards
Gli ASCAP Pop Music Awards sono assegnati annualmente ai propri associati di spicco. I Train hanno ricevuto un premio.
| Anno | Lavoro in Nomination | Premio            | Risultato       |
| ---- | -------------------- | ----------------- | --------------- |
| 2011 | Hey, Soul Sister     | Canzone dell'anno | Vincitore/trice |

### CMT Music Awards
I CMT Music Awards vengono assegnati per i videoclip e gli spettacoli televisivi di genere country. I Train hanno ricevuto una nomination.
| Anno | Lavoro in Nomination                | Premio                      | Risultato   |
| ---- | ----------------------------------- | --------------------------- | ----------- |
| 2011 | A Broken Wing (con Martina McBride) | CMT Performance of the Year | Candidato/a |

### Nickelodeon Kids' Choice Awards
I Nickelodeon Kids' Choice Awards vengono assegnati per premiare il meglio dell'anno nella televisione, nel cinema e nella musica, scelto dai telespettatori di Nickelodeon. I Train hanno ricevuto una nomination.
| Anno | Lavoro in Nomination | Premio            | Risultato   |
| ---- | -------------------- | ----------------- | ----------- |
| 2011 | Hey, Soul Sister     | Canzone preferita | Candidato/a |

### People's Choice Awards
I People's Choice Awards sono un premio statunitense a suffragio popolare che si assegna ogni anno a gennaio, che premia, per diverse categorie (in modo paragonabile a come avviene negli Oscar), i migliori personaggi della stagione televisiva, cinematografica e musicale. I Train hanno ricevuto una nomination.
| Anno | Lavoro in Nomination | Premio                    | Risultato   |
| ---- | -------------------- | ------------------------- | ----------- |
| 2013 | Train                | Gruppo musicale preferito | Candidato/a |